# Todarodes pacificus pusillus
Todarodes pacificus pusillus is een ondersoort in de taxonomische indeling van de inktvissen, een klasse dieren die tot de stam der weekdieren (Mollusca) behoort. De inktvis komt enkel in zout water voor en is in staat om van kleur te veranderen. Hij beweegt zich voort door water in zijn mantel te pompen en het er via de sifon weer krachtig uit te persen. De inktvis is een carnivoor en zijn voedsel bestaat voornamelijk uit vis, krabben, kreeften en weekdieren, die ze met de zuignappen op hun grijparmen vangen.
Wat deze inktvis speciaal maakt is dat hij boven water zijn vinnen spreidt als vleugels, waardoor hij met een snelheid van elf meter per seconde over het water vliegt. Dat kan deze Todarodes slechts zo'n drie seconden, zo'n dertig meter, volhouden.
De inktvis komt uit het geslacht Todarodes en behoort tot de familie Ommastrephidae. Todarodes pacificus pusillus werd in 1988 beschreven door Dunning.